# 水品平右衛門

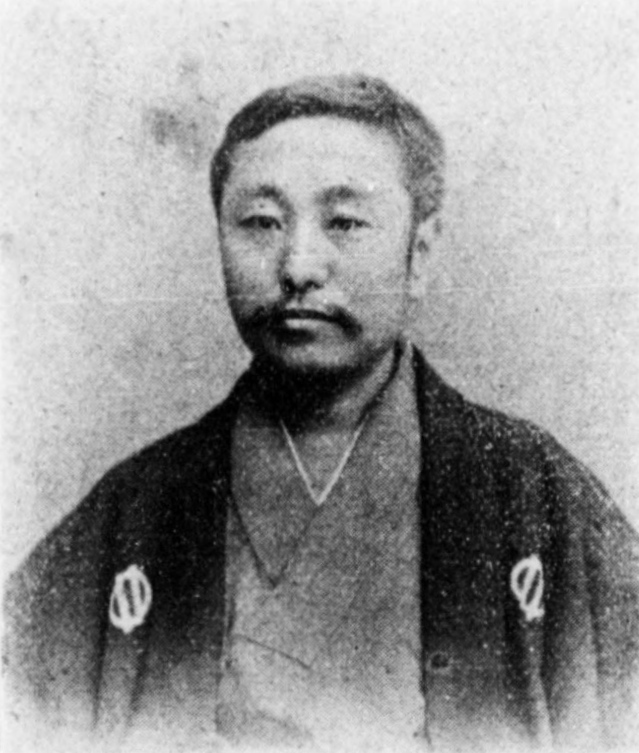
水品平右衛門

水品 平右衛門（みずしな へいうえもん、文久元年9月3日〈1861年10月6日〉 - 1918年〈大正7年〉8月11日）は、明治・大正時代における日本の実業家、政治家である。信濃毎日新聞記者から政界に入って長野市会議員や衆議院議員（当選2回）を歴任し、実業界では長野市所在企業の役員や日本建築用製紙社長を務めた。

## 来歴
水品平右衛門は、文久元年9月3日（新暦：1861年10月6日）、水品平内の長男として生まれた。水品家は善光寺門前町の岩石町（現・長野市岩石町）に居を構える旧家で、綿商を家業とする。「平右衛門」のは当主が代々襲名した名である。
水品は加藤天山の門で学んだのち長野県師範学校に入り、さらに東京の尺振八塾で英学、明治法律学校で法学を専攻した。その後は信濃新聞社（「信濃毎日新聞」を発行）の記者となり、「鉄渓」の筆名で活動する。同社では主筆代理に進んだのち、1887年（明治20年）取締役に就任した。新聞社時代には自由民権運動に関わり、内藤魯一の信州遊説を支援し、条約改正反対運動に参加した。
1897年（明治30年）6月、長野市の市制施行に伴う第1回市会議員選挙に出馬し当選、市会議員となった。初市会では議長代理者（議長は前島元助）に選出される。1900年（明治33年）4月の半数改選で再選された。次いで1902年（明治35年）8月10日実施の第7回衆議院議員総選挙に長野政友倶楽部から推されて立候補した。選挙区は長野県市部選挙区（長野市）、政党は立憲政友会からで、山田禎三郎を破って衆議院議員に当選した。しかし同年12月に解散され次の第8回総選挙に立候補しなかったため、在任期間は短い。
長野市会では1904年（明治37年）3月、議長前島元助の衆議院議員転出に伴い議長に昇格し、1906年（明治39年）1月まで在職した。同年6月の市会議員半数改選でも再選されている。国政では1908年（明治41年）5月15日に実施された第10回衆議院議員総選挙に再び長野県市部選挙区・立憲政友会から立候補し、小島相陽を破って再選された。4年後、1912年（明治45年）5月の第11回総選挙にも立候補したが、笠原忠造に敗れ落選した。
実業界では長野市末広町へ転居の上で石炭商を開業した。1905年の商工案内には末広町で石炭・セメント商を営むとある。1900年、市内商工業者による商業会議所として長野商業会議所（長野商工会議所の前身）が立ち上げられると、初代議員の一人となる。1905年（明治38年）4月には第3代となる商業会議所会頭に選ばれ、以後1911年（明治44年）3月まで在職した。加えて市内企業の役員を複数兼ねた。まず1900年版の役員録には長野貯蔵銀行（頭取前島元助）で取締役を務めるとある。1901年（明治34年）1月長野電灯（会長小坂善之助）の監査役に就任し、翌年8月一旦辞任したものの、1904年7月には同社の取締役へ転じた。さらに1905年1月には信濃新聞社の取締役に復帰した。同社では社長の小坂善之助が病気療養中のため水品が代理で社務を担った。
会社役員は1909年（明治42年）7月長野貯蓄銀行取締役、1912年5月長野電灯取締役、同年7月信濃新聞社取締役の順で辞任した。その一方、1910年（明治43年）4月に日本建築用製紙という建材メーカー（資本金10万円・本社は東京市本所区）が発足すると取締役の一人となった。1911年版の役員録では同社の専務（社長不在）、1913年版の役員録では同社の社長を務めるとある。
1918年（大正7年）8月11日に死去。56歳没。死去時まで日本建築用製紙取締役に在任していた。家業は養嗣子の水品一象が継いだ。